# Semen Sementjenko
Kostyantyn Ihorovytj Hryshyn (ukrainska: Костянтин Ігорович Гришин), känd under pseudonymen Semen Sementjenko, född 6 juni 1974 i Sevastopol, Sovjetunionen, är chef för den proukrainska Donbassbataljonen och medlem av det ukrainska parlamentet sedan valet 2014.